# Frantz Wittouck
Pour les autres membres de la famille, voir Famille Wittouck.
Frantz Wittouck est un industriel belge né à Leeuw-Saint-Pierre le 30 mars 1855 et mort à Ixelles le 13 juin 1914.

## Biographie
Frantz Wittouck est le fils de Félix-Guillaume Wittouck et d'Élise Boucquéau. Frantz Wittouck a épousé Albertine Brandeis dont il eut trois enfants Jean, Élisabeth (épouse de Jules Guillaume, diplomate) et Marie-Thérèse  (épouse de Jean Ullens).
M. et Mme Frantz Wittouck, habitaient à la villa Les Bouleaux, la Villa Wittouck, près du carrefour des Quatre Bras de Tervuren, qui fut un haut lieu de la vie culturelle et musicale de Bruxelles. C'est ainsi qu'ils réservèrent à leurs amis une surprise assurément peu banale, celle d'entendre Claude Debussy lui-même interpréter ses œuvres de piano les plus marquantes: Soirée dans Grenade, Jardins sous la pluie, son Quatuor, les Proses lyriques et les Chansons de Bilitis.

### Carrière
En 1886, Frantz Wittouck achète avec son frère Paul Wittouck la Société des Sucreries centrales de Wanze qu'ils transforment ensuite en société anonyme et dont il devient administrateur (1887-1900), administrateur-président (1900-1904) et enfin président (1905-1915).
En 1894 il achète, toujours avec son frère Paul, la Raffinerie tirlemontoise, qui devient également une société anonyme.
Il est également administrateur des sucreries de Breda et Berg-op-Zoom de 1887 à 1900.
Il a été inhumé au cimetière de Laeken.

## Distinctions
- Chevalier de l'ordre de Léopold ;
- Chevalier de la Légion d'honneur.